# Rötsee
Der Rötsee ist ein See an der Landesstraße 283 bei Retzin-Ausbau (Gemeinde Ramin im Landkreis Vorpommern-Greifswald in Mecklenburg-Vorpommern). Er besitzt keinen oberirdischen Abfluss.
Der See ist ein Toteissee im Grundmoränenbereich des Pommerschen Stadiums bzw. der Rosenthaler Staffel, dessen Entstehung in die letzte Vereisungsphase der Weichselkaltzeit datiert.
Seine ursprüngliche Form ähnelte der eines Fisches, was sich noch heute auf Luftbildern nachvollziehen lässt. Dabei betrug seine Oberflächengröße etwa 4 Hektar. Aufgrund der Trockenlegung der westlich angrenzenden Randowwiesen sowie der südlich gelegenen Krebsseewiesen in der zweiten Hälfte des 19. Jahrhunderts sank der Seespiegel seitdem ständig, sodass die ehemals flacheren Bereiche des Sees allmählich trockenfielen. In einer 1911 berichtigten Karte der Preußischen Landesaufnahme von 1887 ist der geschrumpfte See mit einer Wasserspiegelhöhe von 11,7 m. ü. NN verzeichnet. Durch die Meliorationen der sogenannten Retziner Moordammkultur wurde das Umland so weit entwässert, dass die heutige Ausdehnung des mittlerweile kreisrunden Sees nur noch 0,64 Hektar beträgt. Mitte des 20. Jahrhunderts fiel schließlich der westliche und flachere Teil des Sees im Bereich des sogenannten Schlangengrundes trocken. Bis dahin war der Rötsee auch zum Waschen der in Retzin befindlichen Schafe („Waschpfuhl“) genutzt worden.
Bis Anfang der 1990er Jahre war der Rötsee ein beliebter Badesee, was sich aufgrund mangelnder Instandsetzung der Badestelle schnell änderte. Heute ist der für Angelzwecke gepachtete See weitgehend der Verlandung unterlegen. Uferschwalben, Fischreiher und eine umfangreiche Schmetterlingsfauna in den brachliegenden Uferbereichen künden eine zunehmende Naturnähe an.